# トゲナベブタムシ
トゲナベブタムシ（Aphelocheirus nawai）は、カメムシ目（半翅目）・ナベブタムシ科の水生昆虫である。

## 形態
体長8.5 - 10mm、円形に近い扁平。腹部各節の側棘が大きいため、腹部の縁が荒いノコギリ状となっており、これが和名の由来となっている。

## 生態
砂礫の多い渓流底に生息。トビケラ類の幼虫を捕食。ナベブタムシと比較した実験では、礫より生きたカワニナ類に産卵するという報告がある。幼虫は皮膚呼吸、成虫はプラストロン呼吸により、他の水生カメムシ類と異なり、完全に水中で生活できる。

## 分布
日本（本州・四国・九州）・朝鮮半島・ロシア。

## 人間との関わり
日本全国で絶滅が危惧されている

## 近縁種
日本に生息する同属の種は、本種を含め3種である。
- A.vittatus ナベブタムシ
- A.kawamurae カワムラナベブタムシ